# Stelis norae
Stelis norae là một loài thực vật có hoa trong họ Lan. Loài này được Foldats miêu tả khoa học đầu tiên năm 1968.